# 케이트 캠벨
케이트 내털리 캠벨(Cate Natalie Campbell, 1992년 5월 20일~)은 오스트레일리아의 전직 수영 선수이다. 현재 쇼트코스 100m 자유형 세계 기록 보유자이며, 브리타 슈테펜의 이전 세계 기록을 0.01초 차이로 경신한 롱코스 100m 자유형 세계 기록을 보유하기도 했다.
캠벨은 네 번의 올림픽에서 금메달 4개, 은메달 1개, 동메달 1개 등 총 8개의 메달을 획득했다. 캠벨은 2020년 도쿄 올림픽 개막식에서 오스트레일리아의 공동 기수를 맡기도 했다.
캠벨은 오스트레일리아 최고의 수영 선수이자 역대 최고의 계영 선수 중 한 명으로 꼽히며, 은퇴 당시 역사상 가장 빠른 100m 자유형 기록 4개를 보유하고 있다. 특히, 동생 브론테와 함께 오스트레일리아 여자 단거리 왕조의 주역으로 인정받았다.